# Ronald Kwemoi
Ronald Chebolei Kwemoi (né le 19 septembre 1995) est un athlète kényan, spécialiste des courses de demi-fond. 

## Biographie
Il se révèle en juillet 2014 en remportant l'épreuve du 1 500 mètres du meeting Athletissima de Lausanne, en portant son record personnel à 3 min 31 s 48. Il établit un nouveau record personnel quelques jours plus tard au cours du Meeting Herculis de Monaco en 3 min 28 s 81, établissant à cette occasion un nouveau record du monde junior du 1 500 m, et devenant le quatrième meilleur performeur de tous les temps sur 1 500 m. Cette même année, il se classe deuxième des Jeux du Commonwealth et troisième des championnats d'Afrique.
En 2024 Kwemoi décroche l'argent au 5 000 m des Jeux olympiques, derrière le Norvégien Jakob Ingebrigtsen.

## Palmarès
| Date | Compétition            | Lieu             | Résultat | Épreuve | Temps          |
| ---- | ---------------------- | ---------------- | -------- | ------- | -------------- |
| 2014 | Jeux du Commonwealth   | Glasgow          | 2e       | 1 500 m | 3 min 39 s 53  |
| 2014 | Championnats d'Afrique | Marrakech        | 3e       | 1 500 m | 3 min 42 s 59  |
| 2015 | Jeux africains         | Brazzaville      | 4e       | 1 500 m | 3 min 47 s 02  |
| 2015 | Ligue de diamant       | Ligue de diamant | 6e       | 1 500 m | détails        |
| 2016 | Jeux olympiques        | Rio de Janeiro   | 13e      | 1 500 m | 3 min 56 s 76  |
| 2019 | Championnats du monde  | Doha             | 7e       | 1 500 m | 3 min 32 s 72  |
| 2024 | Jeux olympiques        | Paris            | 2e       | 5 000 m | 13 min 15 s 04 |

## Records
| Épreuve | Temps               | Lieu   | Date            |
| ------- | ------------------- | ------ | --------------- |
| 1 500 m | 3 min 28 s 81 (WJR) | Monaco | 18 juillet 2014 |
| Mile    | 3 min 49 s 04       | Eugene | 27 mai 2017     |
| 3 000 m | 7 min 28 s 73       | Doha   | 5 mai 2017      |
| 5 000 m | 13 min 2 s 56       | Xiamen | 20 avril 2024   |